# Regional Rugby Championship
Regional Rugby Championship (RRC) je međunarodno natjecanje u ragbiju 15 koja okuplja klubove i selekcije iz država srednje i jugoistočne Europe. Liga je osnovana 2007. godine kao Regional League in Rugby XV, a 2009. mijenja ime u RRC.  Trenutni (sezona 2016/17) pobjednik lige je RK Nada Split.

## Sudionici 2016./17.
- Čelik, Zenica
- Dalmacija,  Makarska / Sinj
- Nada, Split
- Ljubljana, Ljubljana
- Rad, Beograd

### Prijašnji sudionici
| - Donau, Beč - Rudar, Zenica - Valiacite, Pernik - Arsenal Porto Montenegro, Tivat - Athens Rugby, Atena - Makarska rivijera, Makarska - Mladost, Zagreb - Zagreb, Zagreb - Zagrebački Ragbi Savez Smartson, Zagreb - Magyarok | - Kecskeméti Atlétika és Rugby Club (KARC), Kečkemet - Esztergomi Vitezek Suzuki Rugby, Ostrogon - Battai Bulldogok, Szazhalombatta - Bežigrad, Ljubljana - Olimpija, Ljubljana - Beogradski Ragbi Klub (BRK), Beograd - Dorćol, Beograd - Partizan, Beograd - Sportex Rugby, Beograd |

## Prvaci i doprvaci
| Lokacija završnog turnira | sezona    | Broj država | Broj klubova | Broj klubova | prvak        | doprvak                           | Ref |
| Lokacija završnog turnira | sezona    | Broj država | liga         | doigr.       | prvak        | doprvak                           | Ref |
| ------------------------- | --------- | ----------- | ------------ | ------------ | ------------ | --------------------------------- | --- |
|                           | 2007./08. |             |              |              | Nada Split   | Pobednik Beograd                  |     |
|                           | 2008./09. |             |              |              | Nada Split   | Pobednik Beograd                  |     |
|                           | 2009./10. |             |              |              | Nada Split   | Esztergomi Vitezek RSE (Ostrogon) |     |
|                           | 2010./11. |             |              |              | Nada Split   | Pobednik Mozzart Beograd          |     |
|                           | 2011./12. |             |              |              | Nada Split   | Pobednik Mozzart Beograd          |     |
|                           | 2012./13. |             |              |              | Nada Split   | Zagreb                            |     |
|                           | 2013./14. |             |              |              | Nada Split   | Mladost Zagreb                    |     |
|                           | 2014./15. |             |              |              | Čelik Zenica | Nada Dalmacija Split              |     |
|                           | 2015./16. |             |              |              | Ljubljana    | Dalmacija (Makarska - Sinj)       |     |
|                           | 2016./17. |             |              |              | Nada Split   | Dalmacija (Makarska - Sinj)       |     |
|                           | 2017./18. |             |              |              | Nada Split   | Dalmacija (Makarska - Sinj)       |     |
|                           | 2018./19. |             |              |              | Nada Split   | Dalmacija (Makarska - Sinj)       |     |

U sezonama 2009./10. i 2010./11. regionalna liga se igrala kroz Divizije I i II, gdje je Divizija II odgovarala drugom rangu natjecanja, a prvaci su bli:
- 2009./10.  Partizan Beograd
- 2010./11.  Mladost Zagreb

## Poveznice
- (engl.) službene stranice